# Otto Barić
Otto Barić (ur. 19 czerwca 1933 w Eisenkappel-Vellach, zm. 13 grudnia 2020 w Zagrzebiu) – chorwacki piłkarz występujący na pozycji obrońcy, trener piłkarski.

## Kariera piłkarska
Grę w piłkę nożną rozpoczął w szkółce Dinama Zagrzeb. W trakcie kariery na poziomie seniorskim występował w NK Metalac Zagrzeb
oraz NK Lokomotiva Zagrzeb.

## Kariera trenerska
Był jednym z najbardziej utytułowanych szkoleniowców z Chorwacji. Z czterema różnymi drużynami ośmiokrotnie zdobywał tytuł mistrza Austrii. Jako trener Rapidu Wiedeń doprowadził klub do finału Pucharu Zdobywców Pucharów 1984/85, natomiast z Casino Salzburg dotarł do finału Pucharu UEFA 1993/94. W kolejnym sezonie Casino jako pierwszy austriacki klub zagrało w fazie grupowej Ligi Mistrzów UEFA.
W latach 1999–2001 był selekcjonerem reprezentacji Austrii, ale przegrał z nią w barażach do mistrzostw świata 2002. Od 2002 do 2004 prowadził kadrę Chorwacji, z którą awansował do Mistrzostw Europy 2004. Od lipca 2006 roku do listopada 2007 roku był trenerem reprezentacji Albanii.

## Sukcesy
FC Wacker Innsbruck
- mistrzostwo Austrii: 1971/72, 1972/73

Dinamo Zagrzeb
- mistrzostwo Chorwacji: 1996/97
- Puchar Chorwacji: 1996/97
- Puchar Jugosławii: 1979/80

Rapid Wiedeń
- mistrzostwo Austrii: 1982/83, 1986/87, 1987/88
- Puchar Austrii: 1982/83, 1983/84, 1984/85, 1986/87
- Superpuchar Austrii: 1986, 1987, 1988
- finał Pucharu Zdobywców Pucharów 1984/85

SV Salzburg
- mistrzostwo Austrii: 1993/94, 1994/95
- Superpuchar Austrii: 1994, 1995
- finał Pucharu UEFA 1993/94